# Edward Scaife
Edward Scaife (* 23. Mai 1912 in London; † November 1994 in Chichester) war ein englischer Kameramann.

## Leben
Edward Scaife, bekannt auch als Ted Scaife, war zunächst in der Tonabteilung einer Londoner Filmproduktionsfirma tätig. Ab 1940 war dann als Mitglied der Kameracrew bei Produktionen wie zum Beispiel Die schwarze Narzisse (1947) und African Queen beteiligt. Ab 1951 wurde er erstmals als verantwortlicher Chefkameramann eingesetzt und fotografierte Filme aller Genres, bis er sich 1979 aus dem Filmgeschäft zurückzog.

## Filmografie (Auswahl)
- 1947: Die schwarze Narzisse (Black Narcissus)
- 1951: Pandora und der Fliegende Holländer (Pandora and the Flying Dutchman)
- 1951: Der Verdammte der Inseln (Outcast of the Islands)
- 1951: African Queen (The African Queen)
- 1953: Der Schlüssel zum Paradies (The Captain’s Paradise)
- 1953: Wiedersehen in Monte Carlo (Melba)
- 1955: Voller Wunder ist das Leben (A Kid for Two Farthings)
- 1955: Sturm über dem Nil (Storm Over the Nile)
- 1957: Der Fluch des Dämonen (Night of the Demon)
- 1959: Tarzans größtes Abenteuer (Tarzan's Greatest Adventure)
- 1960: Tarzan, der Gewaltige (Tarzan the Magnificent)
- 1960: Ist ja irre – Diese strammen Polizisten (Carry On, Constable)
- 1960: Ist ja irre – unser Torpedo kommt zurück (Watch Your Stern)
- 1962: Patricia und der Löwe (The Lion)
- 1962: Die Totenliste (The List of Adrian Messenger)
- 1963: Tarzans Todesduell (Tarzan's Three Challenges)
- 1964: Kampfgeschwader 633 (633 Squadron)
- 1965: L – Der Lautlose (The Liquidator)
- 1965: Cassidy, der Rebell (Young Cassidy)
- 1966: Khartoum
- 1967: Das dreckige Dutzend (The Dirty Dozen)
- 1968: Katanga (The Mercenaries Dark of the Sun)
- 1968: Ein dreckiger Haufen (Play Dirty)
- 1969: Eine Reise mit der Liebe und dem Tod (A Walk with Love and Death)
- 1969: Dave – Zuhaus in allen Betten (Sinful Davey)
- 1970: Der Brief an den Kreml (The Kremlin Letter)
- 1971: Catlow – Leben ums Verrecken (Catlow)
- 1971: In einem Sattel mit dem Tod (Hannie Caulder)